# Christine Stromberg
Christine Stromberg (geb. Skonietzki; * 1928 in Bromberg; † 17. Juni 2020 in Halle/Saale) war eine deutsche Kostümbildnerin.

## Leben und Werk
Christine Skonietzki war das zweite von vier Kindern des theaterbegeisterten Bromberger Studienrats Kurt Skonietzki und seiner Ehefrau Johanna. Sie absolvierte in Bromberg die Schule und kam mit ihrer Familie 1945 in einem Flüchtlingstreck nach Weimar. Dort begann sie eine Lehre als Buch- und Kunsthändlerin, die sie aber nicht beendet, als sich zeigte, dass sie mehr Talent für künstlerische Arbeiten hat. Sie studierte stattdessen bis 1954 an der Kunsthochschule Berlin-Weißensee bei Heinrich Kilger Bühnenbild. Nach einer Assistenz bei Kilger hatte sie bei dem für das Bühnenbild verantwortlichen Caspar Neher am Berliner Ensemble ihre erste Aufgabe als Kostümbildnerin. In den Folgejahren wurde sie eine der ganz Großen ihres Faches. Ab 1963 war sie Direktorin der zentralen Kostümwerkstätten der Ost-Berliner Staatstheater. Sie arbeitete u. a. mit Paul Dessau, Wolfgang und Thomas Langhoff, Heiner Müller und Ulrich Mühe zusammen. Über 25 Jahre lang begleitete sie auch Harry Kupfer bei dessen innovativen Musiktheater-Arbeiten. Besonders enge Beziehungen unterhielt sie zum Deutschen Theater, für das sie u. a. die Kostüme der legendären Inszenierungen von Heiner Müllers Der Lohndrücker und Die Hamletmaschine schuf. Christine Stromberg betreute in der DDR auch die Kostümausstattung wichtiger offizieller Veranstaltungen. Als sie Mitte der 1970er Jahre den Thomanerchor erlebte, fiel ihr die unattraktive und unpraktische Bekleidung der Sängerknaben auf, und sie schuf mit dem Matrosenanzug ein neues Outfit, die „Stromberg-Bluse“, die bis heute das äußere Erscheinungsbild des Chors prägt.
Ihre letzte Arbeit für die Bühne war 2005 an der Neuen Bühne Senftenberg Kabale und Liebe unter ihrem Neffen Sewan Latchinian.
Christine Stromberg war mit dem Architekten Friedrich Stromberg (* 1924) verheiratet. Ihre letzten Lebensjahre verbrachte sie bei der Familie ihres Sohnes in Halle, wo sie nach kurzer schwerer Krankheit aus dem Leben schied. 

## Rezeption
„Aber ihre Kunst, Kostüme für Figuren aus deren Orten, Zeiten und sozialen Stellungen heraus in die Gegenwart zu übersetzen, fand ich stets phänomenal - und im Vergleich zur stilistischen Beliebigkeit hipper Klamotten, die heutzutage oft auf den Bühnen zu sehen sind, im besten Sinne provokant.“ 
Sewan Latchinian